# Atletisme als Jocs Olímpics d'Estiu de 1920 - 10 km marxa masculina
Els 10 km marxa va ser una de les proves del programa d'atletisme disputades durant els Jocs Olímpics d'Anvers de 1920. La prova es va disputar entre el 17 i el 18 d'agost de 1920 i hi van prendre part 23 atletes de 13 nacions diferents.

## Medallistes
| Or                 | Plata                | Bronze             |
| Ugo Frigerio (ITA) | Joseph Pearman (USA) | Charles Gunn (GBR) |

## Rècords
Aquests eren els rècords del món i olímpic que hi havia abans de la celebració dels Jocs Olímpics de 1920.
| Rècord del Món | 45' 26.4" | Aage Rasmussen  | ?              | 1918               |
| Rècord Olímpic | 46' 28.4" | George Goulding | Estocolm (SWE) | 11 d'agost de 1912 |

## Resultats

### Semifinals
- (entre parèntesis temps estimat)

| Pos. | Atleta           | Nació          | Temps   |
| ---- | ---------------- | -------------- | ------- |
| 1    | Ugo Frigerio     | Itàlia         | 47'06"4 |
| 2    | Joseph Pearman   | Estats Units   | 47'30"0 |
| 3    | George Parker    | Austràlia      | 47'31"0 |
| 4    | Donato Pavesi    | Itàlia         | 48'12"0 |
| 5    | Charles Gunn     | Regne Unit     | 48'22"0 |
| 6    | Jean Segers      | Bèlgica        | 48'29"0 |
| 7    | William Roelker  | Estats Units   | ND      |
| -    | Josef Šlehofer   | Txecoslovàquia | AB      |
| -    | Charles Dowson   | Regne Unit     | AB      |
| -    | Paul Verlaeckt   | Bèlgica        | DQ      |
| -    | Eduard Hermann   | Estònia        | DQ      |
| -    | Martial Simon    | França         | DQ      |
| -    | Gunnar Rasmussen | Dinamarca      | DQ      |

| Pos. | Atleta               | Nació        | Temps     |
| ---- | -------------------- | ------------ | --------- |
| 1    | William Hehir        | Regne Unit   | 51'33"8   |
| 2    | Cecil McMaster       | Sud-àfrica   | 51'39"0   |
| 3    | Thomas Maroney       | Estats Units | (51'54"6) |
| 4    | William Plant        | Estats Units | (52'18"3) |
| 5    | Lluís Meléndez       | Espanya      | (53'56"6) |
| 6    | Antoine Doyen        | Bèlgica      | (56'15"0) |
| -    | Stanislas Anselmetti | Suïssa       | AB        |
| -    | Charles Wiggers      | Bèlgica      | DQ        |
| -    | Niels Pedersen       | Dinamarca    | DQ        |
| -    | Edward Freeman       | Canadà       | DQ        |

### Final
| Pos. | Atleta         | Nació        | Temps oficial | Temps oficiós |
| ---- | -------------- | ------------ | ------------- | ------------- |
| 1    | Ugo Frigerio   | Itàlia       | 48'06"2       |               |
| 2    | Joseph Pearman | Estats Units |               | 49'40"2       |
| 3    | Charles Gunn   | Regne Unit   |               | 49'43"9       |
| 4    | Cecil McMaster | Sud-àfrica   |               | 50'04"0       |
| 5    | William Hehir  | Regne Unit   |               | 50'11"8       |
| 6    | Thomas Maroney | Estats Units |               | 50'24"4       |
| 7    | Jean Segers    | Bèlgica      |               | 50'32"4       |
| 8    | Antoine Doyen  | Bèlgica      |               | 56'30"0       |
| -    | Lluís Meléndez | Espanya      | Abandona      | Abandona      |
| -    | George Parker  | Austràlia    | Abandona      | Abandona      |
| -    | Donato Pavesi  | Itàlia       | Desqualificat | Desqualificat |